# Andrey Amador
Andrey Amador Bikkazakova (ur. 29 sierpnia 1986 w San José) – kostarykański kolarz szosowy. Olimpijczyk (2012, 2016 i 2020).
Kolarstwo uprawiał również jego brat, Iván Amador.

## Osiągnięcia
Opracowano na podstawie:

2004
- 1. miejsce na 5. etapie Vuelta Ciclista a Costa Rica (jazda drużynowa na czas)

2005
- 3. miejsce w Vuelta Ciclista a Costa Rica

2007
- 1. miejsce na 5. etapie Vuelta a Navarra

2008
- 1. miejsce w prologu Tour de l’Avenir

2012
- 1. miejsce na 14. etapie Giro d’Italia

2014
- 1. miejsce na 1. etapie Vuelta a España (jazda drużynowa na czas)

2015
- 4. miejsce w Giro d’Italia
- 3. miejsce w mistrzostwach świata (jazda drużynowa na czas)

2016
- 8. miejsce w Giro d’Italia

2018
- 1. miejsce w Klasika Primavera

2019
- 2. miejsce w Trofeo Matteotti

## Rankingi
| Rok              | 2011 | 2012 | 2013 | 2014 | 2015 | 2016  | 2017 | 2018 | 2019 | 2020 | 2021  | 2022  | 2023  |
| ---------------- | ---- | ---- | ---- | ---- | ---- | ----- | ---- | ---- | ---- | ---- | ----- | ----- | ----- |
| UCI World Tour   | 220. | 129. | 108. | 91.  | 50.  | 74.   | 168. | 211. |      |      |       |       |       |
| World Ranking    |      |      |      |      |      | 177.  | 444. | 259. | 465. | -    | 1969. | 1282. | 1664. |
| UCI Europe Tour  |      |      |      |      |      | 1396. | 663. | 221. |      |      |       |       |       |
| UCI America Tour |      |      |      |      |      | 444.  | -    | -    | 47.  | -    | 333.  | 168.  | -     |
|                  |      |      |      |      |      |       |      |      |      |      |       |       |       |
| Źródło: UCI      |      |      |      |      |      |       |      |      |      |      |       |       |       |